# Javier Irureta
Javier Irureta, született Javier Iruretagoyena Amiano (Irun, 1948. április 1. –) spanyol válogatott baszk labdarúgó, középpályás, edző.

## Pályafutása

### Klubcsapatban
1965 és 1967 között a Real Unión csapatában kezdte a labdarúgást. 1967 és 1975 között az Atlético Madrid labdarúgója volt, ahol két spanyol bajnoki címet és egy kupagyőzelmet ért el. Tagja volt az 1973–74-es idényben BEK-döntős csapatnak. 1975 és 1980 között
az Athletic Bilbao csapatában szerepelt. Tagja volt az 1976–77-es idényben UEFA-kupa döntős együttesnek.

### A válogatottban
1972 és 1975 között hat alkalommal szerepelt a spanyol válogatottban.

### Edzőként
1984 és 1988 között a Sestao, 1988–89-ben a Logroñés, 1989 és 1993 között a Real Oviedo edzőjeként tevékenykedett. 1993-ban a baszk válogatott szövetségi kapitánya volt. 1993–94-ben a Racing Santander, 1994–195-ben az Athletic Bilbao, 1995 és 1997 között a Real Sociedad, 1997–98-ban a Celta Vigo, 1998 és 2005 között a Deportivo La Coruña vezetőedzője volt. A Deportivóval egy-egy spanyol bajnoki címet és kupagyőzelmet ért el. 2006-ban a Real Betis, 2008-ban a Real Zaragoza szakmai munkáját irányította.

## Sikerei, díjai

### Játékosként
Atlético Madrid
- Spanyol bajnokság (La Liga)
  - bajnok (2): 1969–70, 1972–73
- Spanyol kupa (Copa del Generalísimo)
  - győztes: 1972
  - döntős: 1975
- Bajnokcsapatok Európa-kupája (BEK)
  - döntős: 1973–74
- Interkontinentális kupa
  - győztes: 1974

 Athletic Bilbao
- Spanyol kupa (Copa del Rey)
  - döntős: 1977
- UEFA-kupa
  - döntős: 1976–77

### Edzőként
- Premio Don Balón: legjobb edző (1999–00)[3]

 Deportivo La Coruña
- Spanyol bajnokság (La Liga)
  - bajnok: 1999–00,
- Spanyol kupa (Copa del Rey)
  - győztes: 2002
- Spanyol szuperkupa (Supercopa de España)
  - győztes (2): 2000, 2002

## Statisztika

### Mérkőzései a spanyol válogatottban
| Spanyolország | Spanyolország     | Spanyolország                     | Spanyolország | Spanyolország | Spanyolország | Spanyolország | Spanyolország | Spanyolország |
| #             | Dátum             | Helyszín                          | Hazai         | Eredmény      | Vendég        | Kiírás        | Gólok         | Esemény       |
| ------------- | ----------------- | --------------------------------- | ------------- | ------------- | ------------- | ------------- | ------------- | ------------- |
| 1.            | 1972. május 23.   | Madrid, Vicente Calderón Stadion  | Spanyolország | 2 – 0         | Uruguay       | barátságos    | -             | 82'           |
| 2.            | 1972. október 11. | Madrid, Santiago Bernabéu stadion | Spanyolország | 1 – 0         | Argentína     | barátságos    | -             |               |
| 3.            | 1973. május 2.    | Amszterdam, Olimpiai Stadion      | Hollandia     | 3 – 2         | Spanyolország | barátságos    | -             | 46'           |
| 4.            | 1973. október 21. | Zágráb, Maksimir Stadion          | Jugoszlávia   | 0 – 0         | Spanyolország | vb-selejtező  | -             | 30'           |
| 5.            | 1974. október 12. | Buenos Aires, Estadio Monumental  | Argentína     | 1 – 1         | Spanyolország | barátságos    | -             |               |
| 6.            | 1975. április 17. | Madrid, Santiago Bernabéu stadion | Spanyolország | 1 – 1         | Románia       | Eb-selejtező  | -             | 46'           |
|               | Összesen          |                                   |               | 6             | mérkőzés      |               | 0             | gól           |